# La Pobla Llarga
La Pobla Llarga är en ort i Spanien.   Den ligger i provinsen Província de València och regionen Valencia, i den östra delen av landet, 300 km sydost om huvudstaden Madrid. La Pobla Llarga ligger 33 meter över havet och antalet invånare är 4 473.
Terrängen runt La Pobla Llarga är platt åt nordväst, men åt sydost är den kuperad.Runt La Pobla Llarga är det ganska tätbefolkat, med 239 invånare per kvadratkilometer. Närmaste större samhälle är Carcaixent, 4,6 km norr om La Pobla Llarga. Trakten runt La Pobla Llarga består till största delen av jordbruksmark.